# Sjuntorp
Sjuntorp är en tätort belägen 12 km söder om Trollhättan.

## Ortnamnet
Samhället har växt fram kring ett bomullsväveri anlagt 1813 vid Sjuntorps gård. Denna skrevs 1494 'Sywendetorp, där efterleden är 'torp', nybygge. Förleden kan vara ett mansnamn för 'sjunde'.

## Historia
Sjuntorp har vuxit fram som ett textilindustrisamhälle. Sveriges andra bomullsspinneri öppnade här 1813, vid vattenfallet i Slumpån. AB Sjuntorp och det omkringliggande samhället expanderade kraftigt och hade vid sin höjdpunkt på 1940-talet 1 200 anställda, inklusive sidoverksamheter. Bostadsbyggande och samhällsservice skedde i hög grad i företagets regi, så Sjuntorp kunde med rätta kallas en bruksort.
Sjuntorp var från början huvudort i Flundre landskommun. Där fanns då fem livsmedelsbutiker, slakteri, två banker, bibliotek, konditori, bageri, tandläkare och kommunhus.
Textilbranschen i hela landet upplevde så småningom en kraftig tillbakagång, så även i Sjuntorp. År 1982 såldes fabriken ut, och hyser nu några mindre mekaniska industrier med ett hundratal anställda. Ortens enda kvarvarande textilföretag är Sjuntorps Band AB (30 anställda).

### Befolkningsutveckling

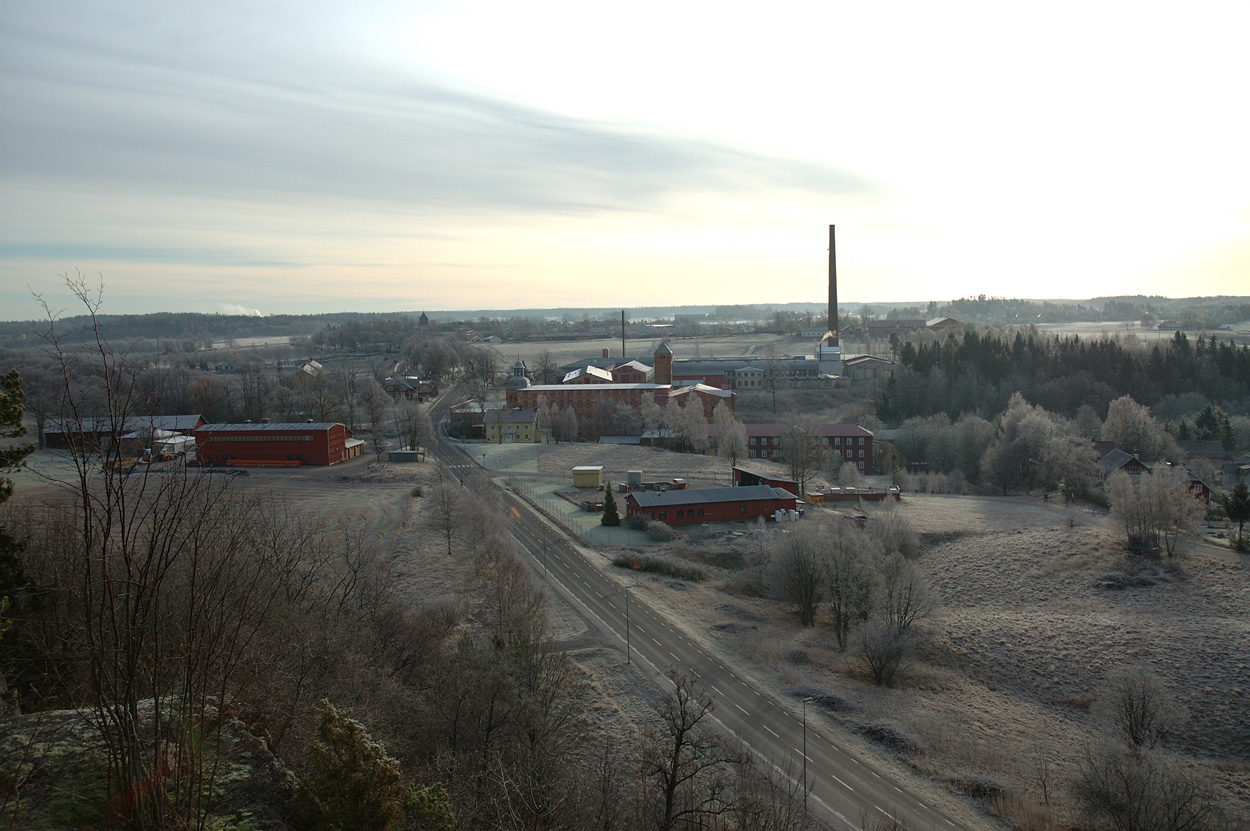
Vy över Sjuntorps fabriksområde från Sörby.

| Befolkningsutvecklingen i Sjuntorp 1920–2020 | Befolkningsutvecklingen i Sjuntorp 1920–2020 | Befolkningsutvecklingen i Sjuntorp 1920–2020 | Befolkningsutvecklingen i Sjuntorp 1920–2020 | Befolkningsutvecklingen i Sjuntorp 1920–2020 |
| -------------------------------------------- | -------------------------------------------- | -------------------------------------------- | -------------------------------------------- | -------------------------------------------- |
|                                              |                                              |                                              |                                              |                                              |
| År                                           |                                              |                                              | Folkmängd                                    | Areal (ha)                                   |
| 1920                                         | 1920                                         |                                              | 700                                          |                                              |
| 1930                                         | 1930                                         |                                              | 735                                          |                                              |
| 1940                                         | 1940                                         |                                              | 1 088                                        |                                              |
| 1950                                         | 1950                                         |                                              | 1 079                                        |                                              |
| 1960                                         | 1960                                         |                                              | 1 713                                        |                                              |
| 1970                                         | 1970                                         |                                              | 2 071                                        |                                              |
| 1980                                         | 1980                                         |                                              | 1 987                                        |                                              |
| 1990                                         | 1990                                         |                                              | 2 117                                        | 236                                          |
| 1995                                         | 1995                                         |                                              | 2 199                                        | 240                                          |
| 2000                                         | 2000                                         |                                              | 2 142                                        | 242                                          |
| 2005                                         | 2005                                         |                                              | 2 132                                        | 240                                          |
| 2010                                         | 2010                                         |                                              | 2 124                                        | 240                                          |
| 2015                                         | 2015                                         |                                              | 2 213                                        | 277                                          |
| 2020                                         | 2020                                         |                                              | 2 162                                        | 285                                          |
|                                              |                                              |                                              |                                              |                                              |

## Samhället
I Sjuntorp finns det två pizzerior, en kiosk, två frisörer, en blombutik, folkets hus och en mataffär. Det finns även ett bed and breakfast som ligger på "Minnet" vid Slumpån. Huset byggdes ursprungligen till minne av Johannes Johansson, en av direktörerna på fabriken, och stod klart 1901. Där fanns samlingslokaler, matsalar, läsesalar, bageri, charkuteri och mejeri. 
Det finns även en skola som heter Sjuntorpskolan F-9.
I Sjuntorp finns bostadsområdena: Blackstorp, Broskogen, Fors, Gena, Kvarntorpet, Lunneberg, Rönnängen och Sörby.

## Sevärdheter
- Slumpån mynnar ut i Göta älv, AB Sjuntorp använde Slumpån till att flotta bomull.
- Minnet är ett ståtligt gammalt hus på 1300 m² som uppfördes 1898–1902 till minne av Johannes Johansson, fabrikör på bomullsspinneriet. Hans änka, Eleonora, donerade pengar så att arbetarna på fabriken skulle få samlings- och matsalar. Huset har gästats bland annat av Edvard Persson, som sov i ett av resanderummen på översta våningen.
- Forngården på Lunneberg

## Filmer inspelade i Sjuntorp
- 2010 Åsa-Nisse – wälkom to Knohult, Regi Fredrik Boklund, Inspelningen har skett bland annat i Sjuntorp.
- 2009 Bröllopsfotografen, regi Ulf Malmros, Inspelning har skett bland annat i Sjuntorp. AB Sjuntorps direktörsvilla är med i filmen.
- 2001 Livvakterna, regi Anders Nilsson, inspelningen har skett bland annat på Sjuntorp Band AB.
- 2000 Den bästa sommaren, regi Ulf Malmros, inspelad bland annat i Upphärad och i Sjuntorp med omnejd.
- 1999 Tsatsiki, morsan och polisen, regi Ella Lemhagen, scenerna i badhuset är inspelade i Sjuntorps badhus.
- 1998 Hela härligheten, regi Leif Magnusson, inspelningarna har skett bland annat i Sjuntorp.
- 1998 Under solen, regi Colin Nutley, inspelningarna har skett i Sjuntorp.

## Sport

### Idrottsföreningar
- Sjuntorps IF - Fotboll
- Song Moo Kwan - Taekwondo

## Kända personer från Sjuntorp
- Bror Viktor Adler, arkitekt
- Gitta-Maria Sjöberg, operasopran vid Det Kongelige Teater i Köpenhamn
- Keith Butler Wheelhouse - vd för Saab Automobile AB (1992–1996)
- Margareta Winberg, socialdemokratisk politiker, ambassadör

## Övrigt
Galenskaparna och After Shave har besjungit orten i låten "Sjuntorp (där har ingen vart)", som ursprungligen framfördes i Radio Trestads nyårsrevy år 1983.